# The Habit of Beauty
Pour plus de détails, voir Fiche technique et Distribution.
The Habit of Beauty est un film italo-britannique réalisé par Mirko Pincelli, sorti en 2016.
Il est présenté en France au Festival du film italien de Villerupt 2016 où il remporte l'Amilcar du jury jeunes.

## Fiche technique
- Titre original : The Habit of Beauty
- Réalisation : Mirko Pincelli
- Scénario : Enrico Tessarin
- Pays d'origine :  Italie -  Royaume-Uni
- Format : Couleurs - 35 mm - 2,35:1
- Genre : drame
- Durée : 89 minutes
- Date de sortie : 2016

## Distribution
- Vincenzo Amato : Ernesto
- Francesca Neri : Elena
- Noel Clarke : Stuart
- Nico Mirallegro : Ian
- Nick Moran : Adam
- Michael Warburton : Michael Warburton
- Kierston Wareing : Rita
- Elena Cotta : Teresina
- Luca Lionello : Ludovico
- Mia Benedetta : Stella
- Tommaso Neri : Carlo
- Kerry Bennett : Elisabeth

## Prix
- 2016 : Amilcar du jury jeunes au Festival du film italien de Villerupt 2016[1].